# Périssac
Périssac est une commune du Sud-Ouest de la France, située dans le département de la Gironde (région Nouvelle-Aquitaine).

## Géographie

### Communes limitrophes
Les communes limitrophes sont Galgon, Marcenais, Saint-Ciers-d'Abzac, Saint-Genès-de-Fronsac, Tizac-de-Lapouyade et Vérac.
|                        | Marcenais | Tizac-de-Lapouyade  |
| Saint-Genès-de-Fronsac | Périssac  | Saint-Ciers-d'Abzac |
|                        | Vérac     | Galgon              |

### Climat
Pour des articles plus généraux, voir Climat de la Nouvelle-Aquitaine et Climat de la Gironde.
Historiquement, la commune est exposée à un climat océanique aquitain.  
En 2020, Météo-France publie une typologie des climats de la France métropolitaine dans laquelle la commune est exposée à un climat océanique et est dans la région climatique  Aquitaine, Gascogne, caractérisée par une pluviométrie abondante au printemps, modérée en automne, un faible ensoleillement au printemps, un été chaud (19,5 °C), des vents faibles, des brouillards fréquents en automne et en hiver et des orages fréquents en été (15 à 20 jours).
Pour la période 1971-2000, la température annuelle moyenne est de 12,9 °C, avec une amplitude thermique annuelle de 14,2 °C. Le cumul annuel moyen de précipitations est de 884 mm, avec 12,2 jours de précipitations en janvier et 6,7 jours en juillet. Pour la période 1991-2020, la température moyenne annuelle observée sur la station météorologique la plus proche, située sur la commune de Saint-Gervais à 11 km à vol d'oiseau, est de 13,9 °C et le cumul annuel moyen de précipitations est de 824,9 mm,. Pour l'avenir, les paramètres climatiques de la commune estimés pour 2050 selon différents scénarios d’émission de gaz à effet de serre sont consultables sur un site dédié publié par Météo-France en novembre 2022.

## Urbanisme

### Typologie
Au 1er janvier 2024, Périssac est catégorisée commune rurale à habitat dispersé, selon la nouvelle grille communale de densité à sept niveaux définie par l'Insee en 2022.
Elle est située hors unité urbaine. Par ailleurs la commune fait partie de l'aire d'attraction de Bordeaux, dont elle est une commune de la couronne,. Cette aire, qui regroupe 275 communes, est catégorisée dans les aires de 700 000 habitants ou plus (hors Paris),.

### Occupation des sols

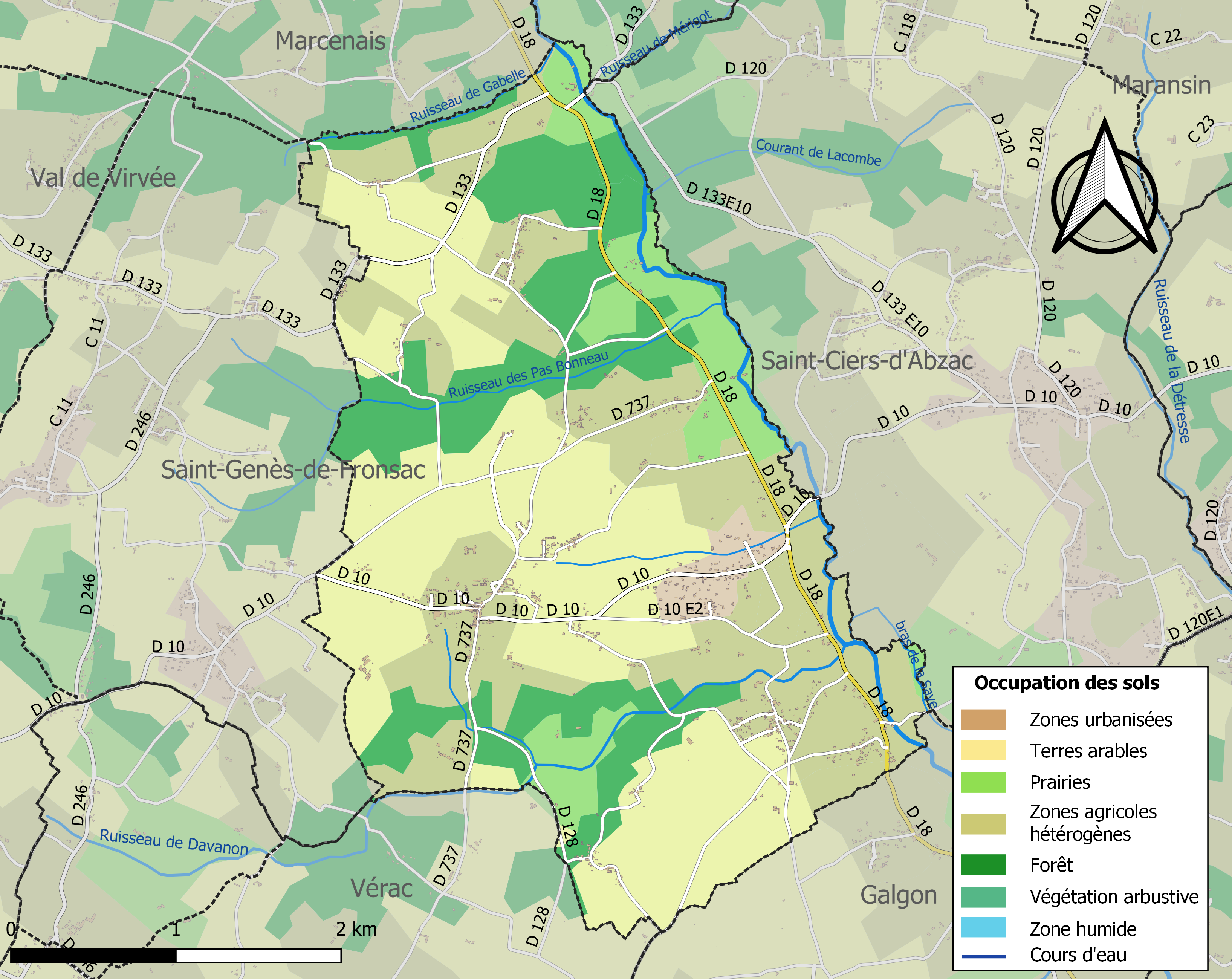
Carte des infrastructures et de l'occupation des sols de la commune en 2018 (CLC).

L'occupation des sols de la commune, telle qu'elle ressort de la base de données européenne d’occupation biophysique des sols Corine Land Cover (CLC), est marquée par l'importance des territoires agricoles (78,3 % en 2018), en diminution par rapport à 1990 (81,7 %). La répartition détaillée en 2018 est la suivante : 
cultures permanentes (37,8 %), zones agricoles hétérogènes (32,1 %), forêts (19,5 %), prairies (8,5 %), zones urbanisées (2,2 %). L'évolution de l’occupation des sols de la commune et de ses infrastructures peut être observée sur les différentes représentations cartographiques du territoire : la carte de Cassini (XVIIIe siècle), la carte d'état-major (1820-1866) et les cartes ou photos aériennes de l'IGN pour la période actuelle (1950 à aujourd'hui).

### Risques majeurs
Le territoire de la commune de Périssac est vulnérable à différents aléas naturels : météorologiques (tempête, orage, neige, grand froid, canicule ou sécheresse), inondations, mouvements de terrains et séisme (sismicité faible). Un site publié par le BRGM permet d'évaluer simplement et rapidement les risques d'un bien localisé soit par son adresse soit par le numéro de sa parcelle.
La commune a été reconnue en état de catastrophe naturelle au titre des dommages causés par les inondations et coulées de boue survenues en 1982, 1993, 1999, 2009 et 2013,.
Les mouvements de terrains susceptibles de se produire sur la commune sont des tassements différentiels.

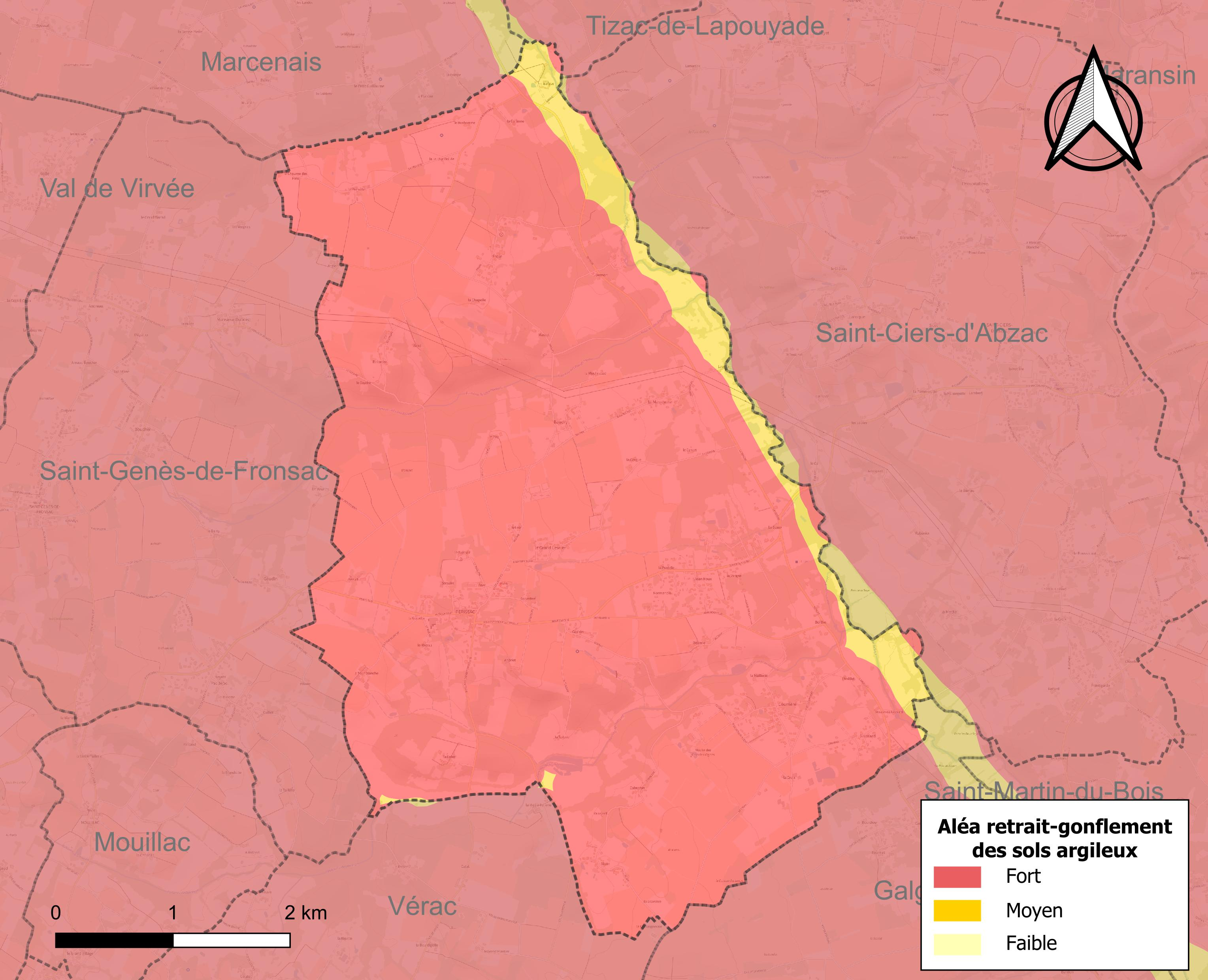
Carte des zones d'aléa retrait-gonflement des sols argileux de Périssac.

Le retrait-gonflement des sols argileux est susceptible d'engendrer des dommages importants aux bâtiments en cas d’alternance de périodes de sécheresse et de pluie. La totalité de la commune est en aléa moyen ou fort (67,4 % au niveau départemental et 48,5 % au niveau national). Sur les 524 bâtiments dénombrés sur la commune en 2019, 524 sont en aléa moyen ou fort, soit 100 %, à comparer aux 84 % au niveau départemental et 54 % au niveau national. Une cartographie de l'exposition du territoire national au retrait gonflement des sols argileux est disponible sur le site du BRGM,.
Par ailleurs, afin de mieux appréhender le risque d’affaissement de terrain, l'inventaire national des cavités souterraines permet de localiser celles situées sur la commune.
Concernant les mouvements de terrains, la commune a été reconnue en état de catastrophe naturelle au titre des dommages causés par la sécheresse en 1990, 2003, 2005 et 2009 et par des mouvements de terrain en 1999.

## Politique et administration

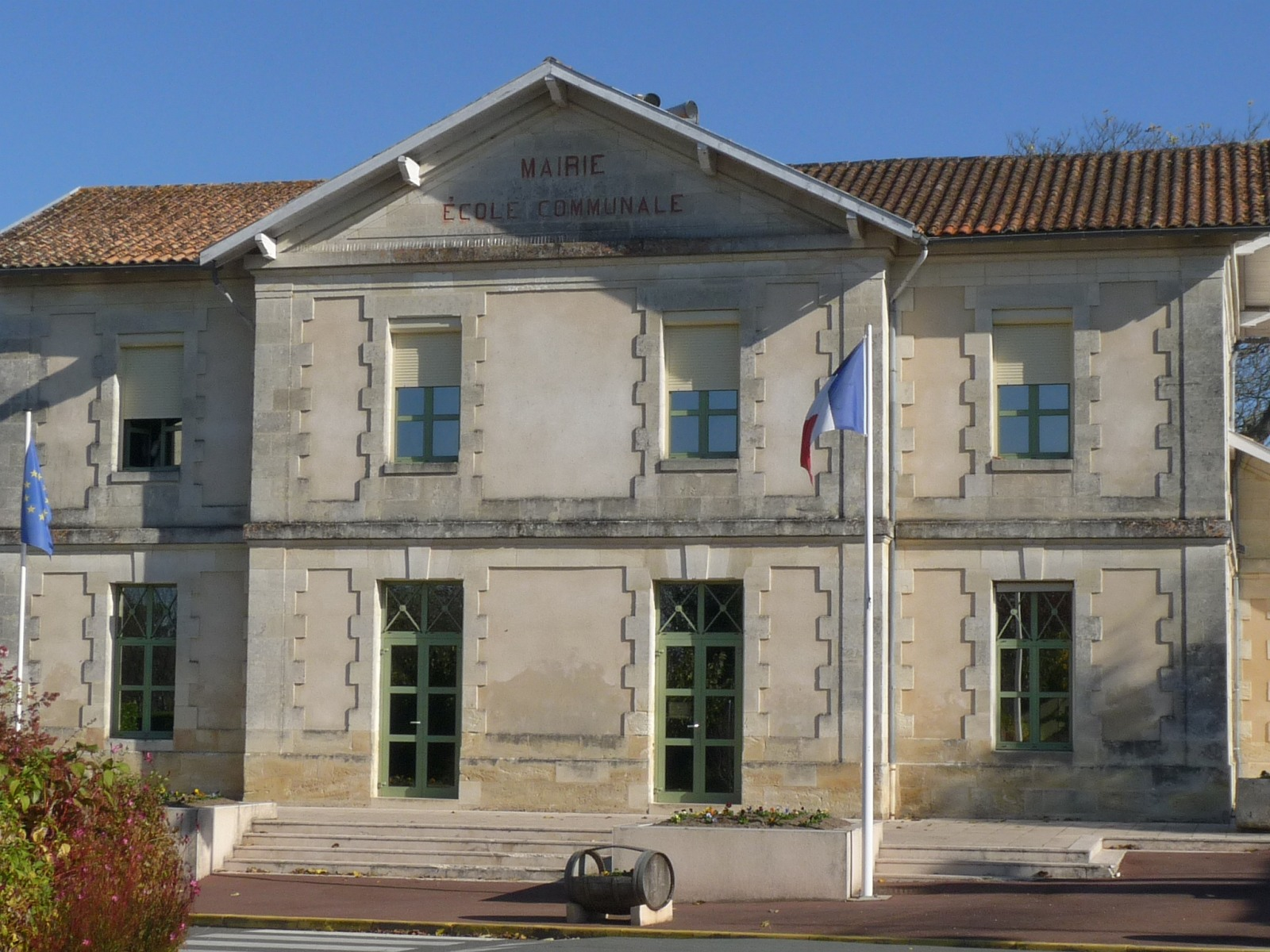
La mairie.

| Période                                  | Période  | Identité          | Étiquette | Qualité  |
| ---------------------------------------- | -------- | ----------------- | --------- | -------- |
| 1935                                     | 1941     | Bergeon           |           |          |
| 1941                                     | 1945     | Joseph Courau     |           |          |
| 1945                                     | 1947     | Jean Favre        |           |          |
| 1947                                     | 1967     | Adrien Baron      |           |          |
| 1967                                     | 1975     | Jean Favre        |           |          |
| 1975                                     | 2020     | Jean-Pierre Baret | DVD       | Retraité |
| 2020                                     | En cours | Valérie Vigier    |           |          |
| Les données manquantes sont à compléter. |          |                   |           |          |

## Démographie
L'évolution du nombre d'habitants est connue à travers les recensements de la population effectués dans la commune depuis 1793. Pour les communes de moins de 10 000 habitants, une enquête de recensement portant sur toute la population est réalisée tous les cinq ans, les populations de référence des années intermédiaires étant quant à elles estimées par interpolation ou extrapolation. Pour la commune, le premier recensement exhaustif entrant dans le cadre du nouveau dispositif a été réalisé en 2007.

En 2022, la commune comptait 1 185 habitants, en évolution de +0,85 % par rapport à 2016 (Gironde : +6,91 %, France hors Mayotte : +2,11 %).
| 1793 | 1800 | 1806 | 1821 | 1831 | 1836 | 1841 | 1846 | 1851 |
| ---- | ---- | ---- | ---- | ---- | ---- | ---- | ---- | ---- |
| 858  | 650  | 853  | 845  | 773  | 841  | 856  | 885  | 880  |

| 1856 | 1861 | 1866 | 1872 | 1876 | 1881 | 1886 | 1891 | 1896 |
| ---- | ---- | ---- | ---- | ---- | ---- | ---- | ---- | ---- |
| 862  | 845  | 845  | 821  | 788  | 812  | 776  | 753  | 750  |

| 1901 | 1906 | 1911 | 1921 | 1926 | 1931 | 1936 | 1946 | 1954 |
| ---- | ---- | ---- | ---- | ---- | ---- | ---- | ---- | ---- |
| 740  | 750  | 721  | 666  | 695  | 681  | 636  | 630  | 660  |

| 1962 | 1968 | 1975 | 1982 | 1990 | 1999 | 2006  | 2007  | 2012  |
| ---- | ---- | ---- | ---- | ---- | ---- | ----- | ----- | ----- |
| 654  | 621  | 642  | 719  | 864  | 877  | 1 010 | 1 029 | 1 081 |

| 2017  | 2022  | - | - | - | - | - | - | - |
| ----- | ----- | - | - | - | - | - | - | - |
| 1 198 | 1 185 | - | - | - | - | - | - | - |

## Vues de Périssac

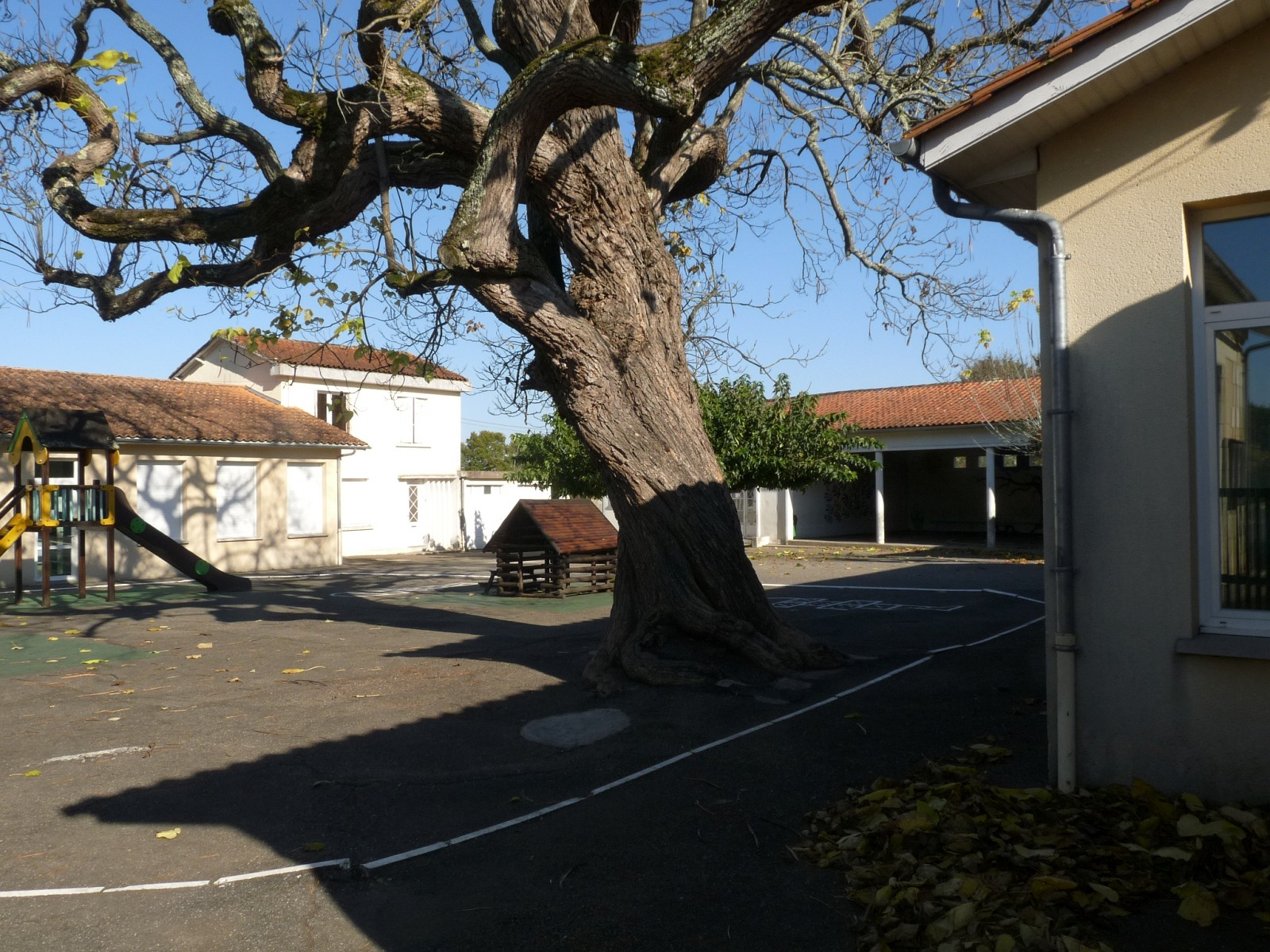
L'école.
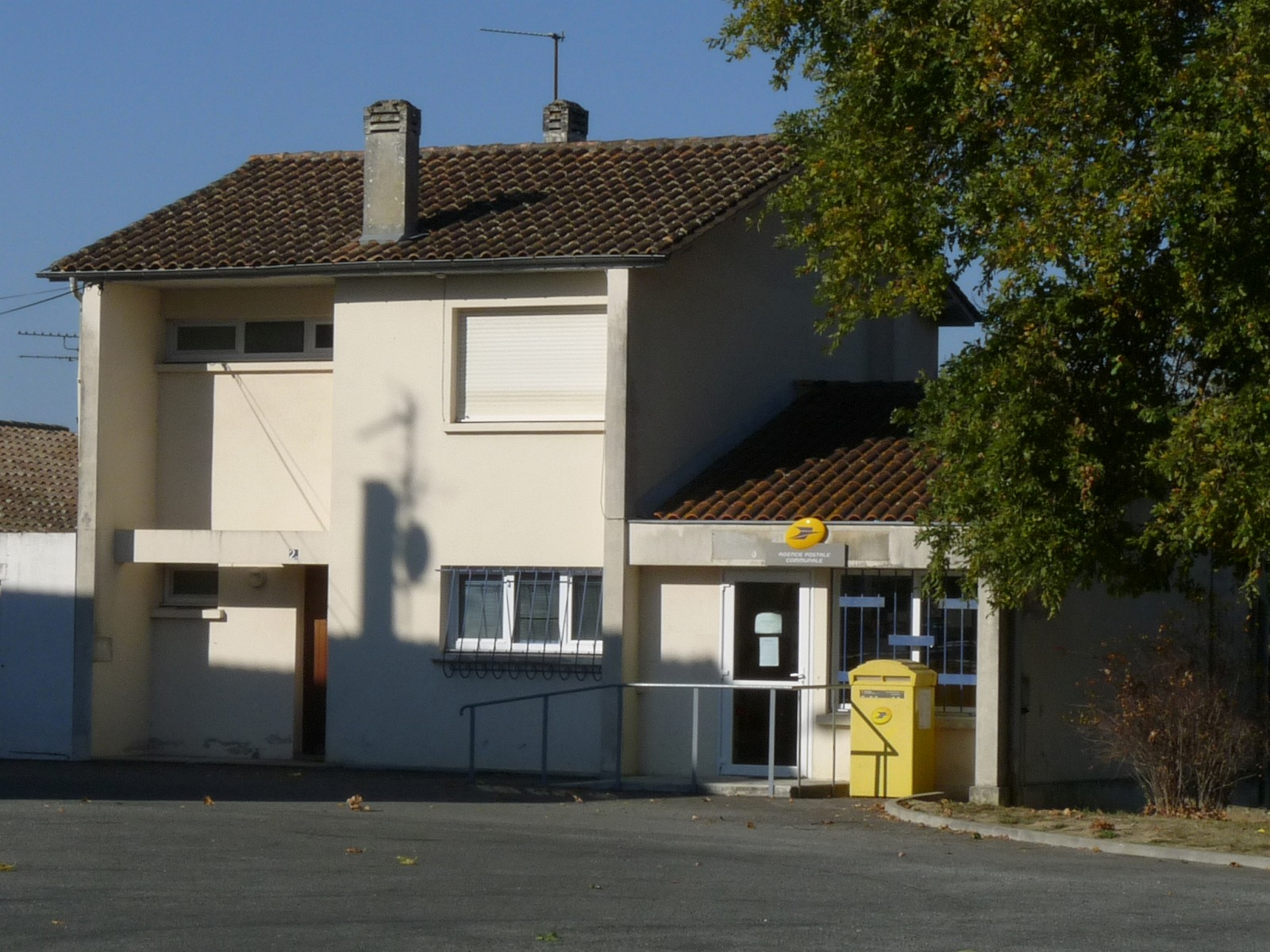
La poste en 2015.
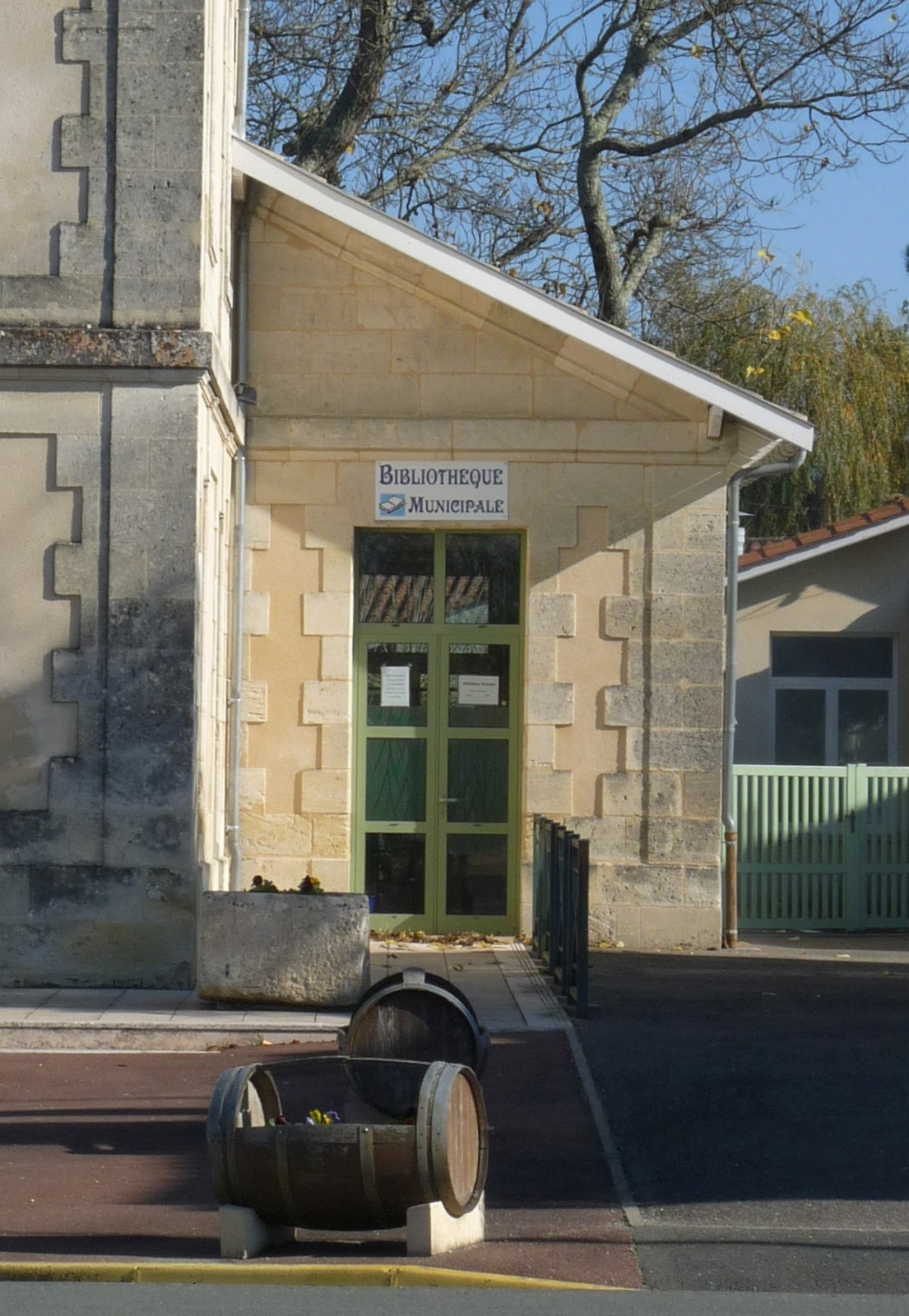
La bibliothèque municipale.

## Lieux et monuments
|  |

- Le Monument aux morts de Sidi-Brahim : situé 400 m à l'est du bourg, ce monument aux morts de la bataille de Sidi-Brahim commémore la guerre d'Algérie, pendant laquelle le capitaine Oscar de Géreaux, originaire de Périssac, succombe lors du combat livré le 24 septembre 1845 par les chasseurs contre les troupes de l’émir Abd el-Kader. Pour commémorer la bravoure des soldats français, un monument est érigé à Oran en 1898, œuvre du sculpteur français Jules Dalou. Ce dernier a la forme d’un obélisque élancé, portant à son sommet une gloire offrant la palme du martyre. Sur son socle, la figure de la France, tenant un drapeau, est agenouillée. Lorsque l’Algérie prend son indépendance en 1962, ce monument est appelé à disparaître. La ville de Périssac décide alors de demander son transfert en France. Les éléments en bronze du monument d’Oran, à l'exception de la figure de La Gloire, sont récupérés par la commune le 27 septembre 1963. La ville lance alors un appel d'offres pour la création d’un monument qui porterait ces trophées, en l’honneur des anciens combattants et, en particulier, du capitaine Oscar de Géreaux. L’architecte François Courrech est choisi et l'entrepreneur P. Arnaud réalise ce nouveau monument aux morts, inauguré le 10 juillet 1966.

- L'église paroissiale Saint-Pierre est un édifice de style néo-gothique datant du XIXe siècle[24].

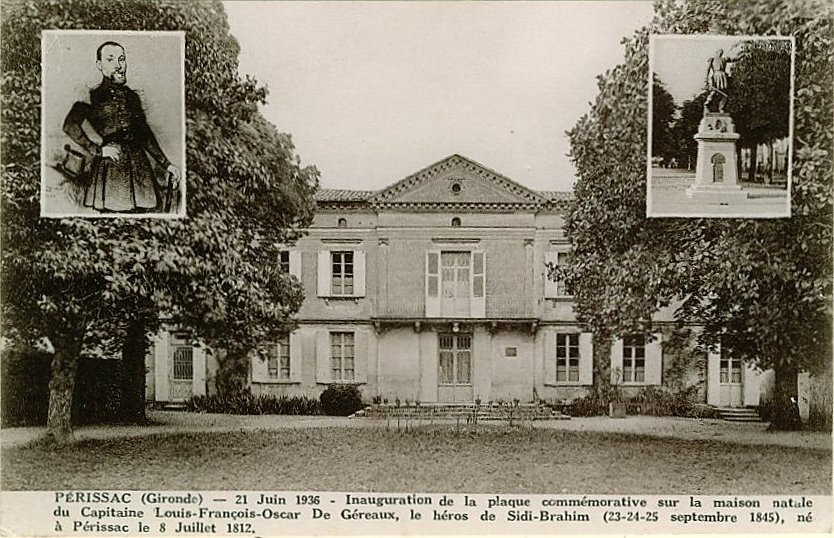
Maison natale de Géreaux
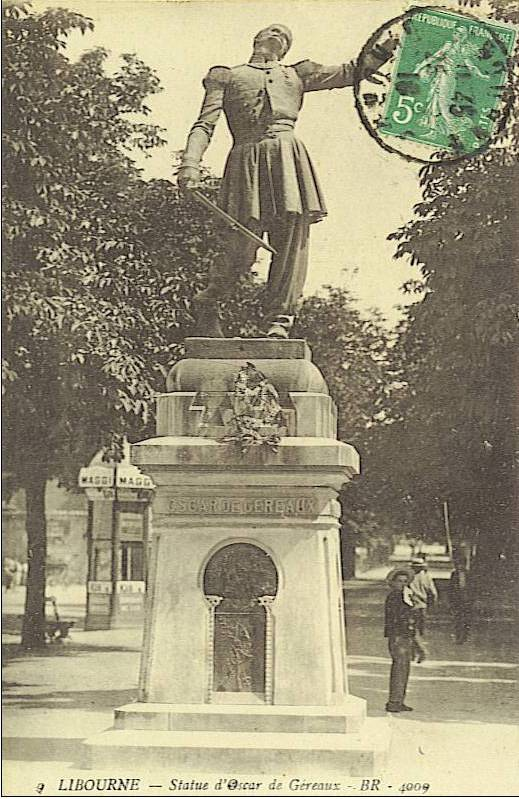
Statue de Géreaux à Libourne
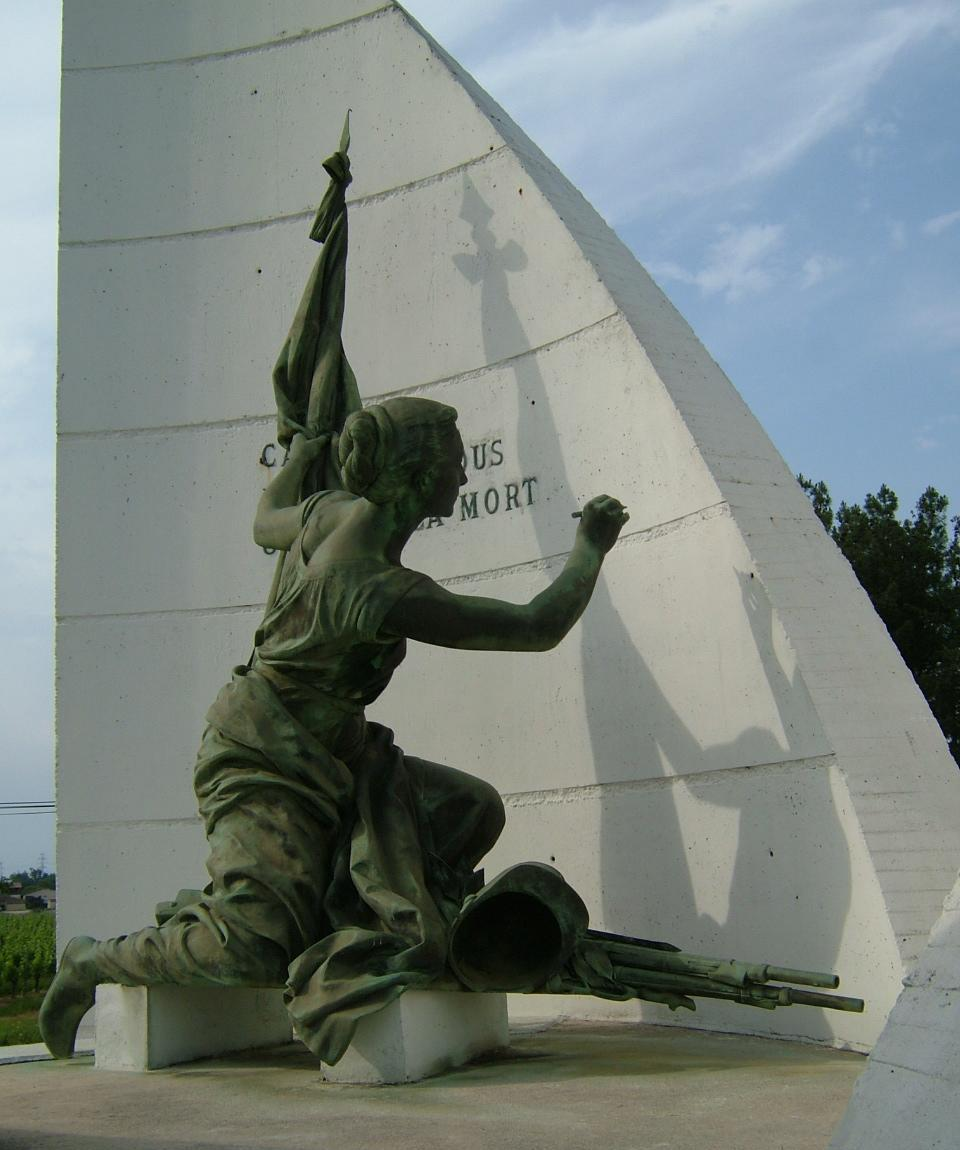
Figure de La France par Jules Dalou, détail du Monument aux morts de Sidi-Brahim.
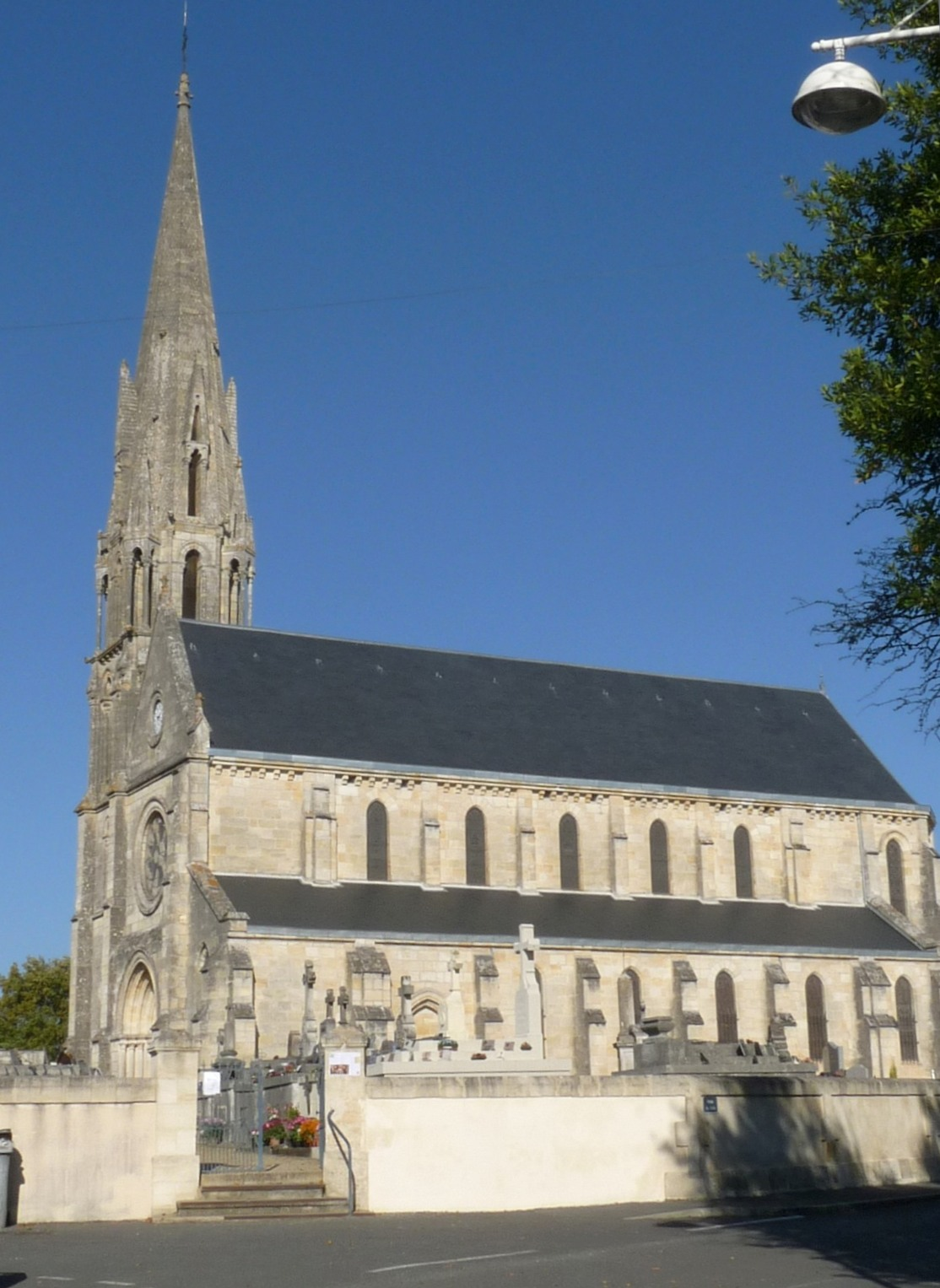
L'église Saint-Pierre.
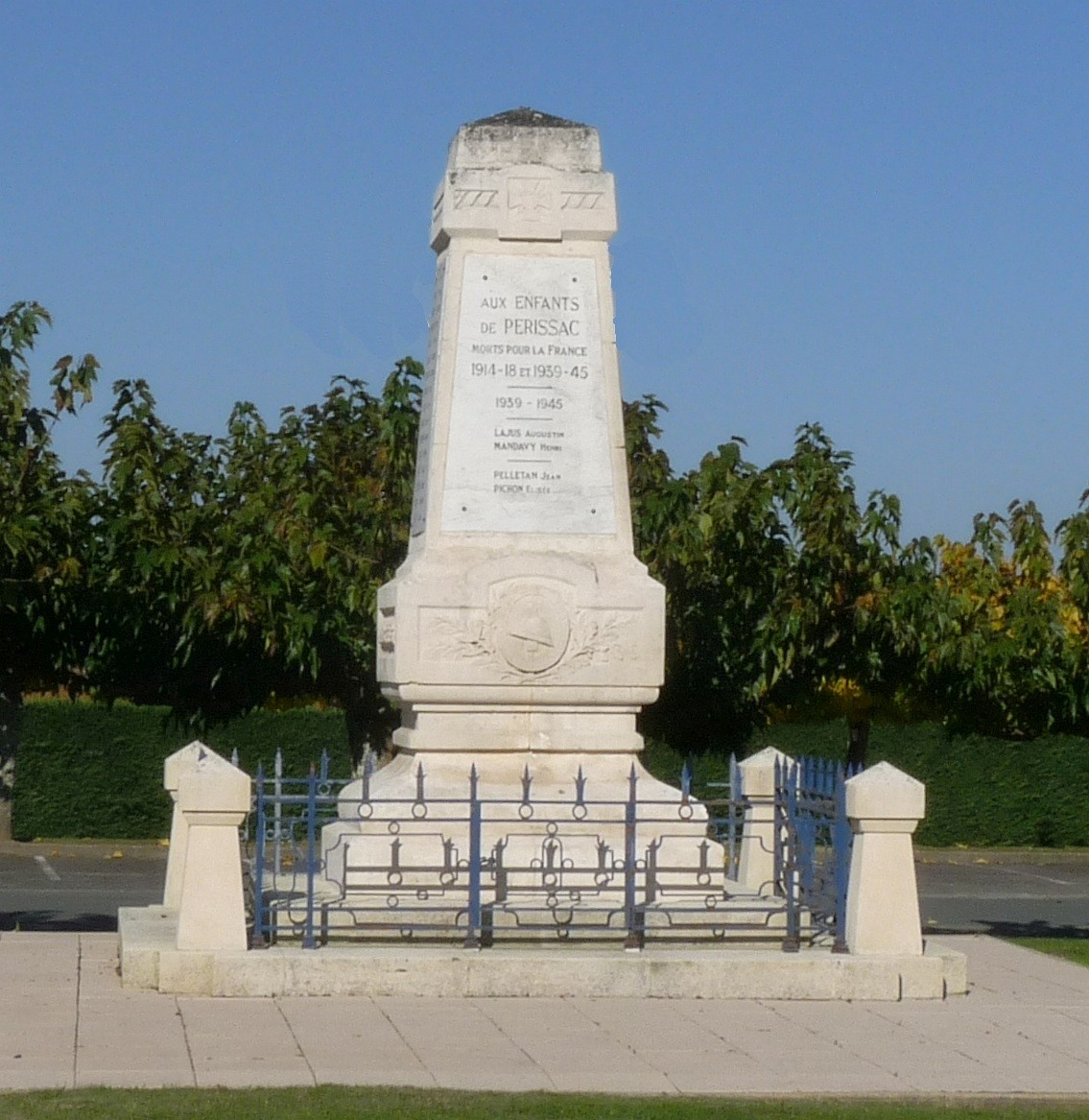
Le Monument aux morts des deux guerres mondiales.

## Personnalités liées à la commune
- Jean Cavignac, archiviste et historien français, né à Périssac en 1938